# Napoli... serenata calibro 9
Napoli... serenata calibro 9 è un film del 1978 diretto da Alfonso Brescia, con protagonista Mario Merola.

## Trama
Ad un pranzo di ricevimento, organizzato dal contrabbandiere Salvatore Savastano per festeggiare la comunione del figlio, fanno irruzione cinque malviventi, armati di mitra e col volto coperto da passamontagna. Uno di loro fa fuoco uccidendo sul colpo la moglie e il figlio di Salvatore e si lancia quindi dalla finestra con un incredibile salto acrobatico, riuscendo non solo a cadere in piedi, ma anche a recuperare il mitra che aveva lanciato in alto. Questa scena rimane impressa nella mente di Savastano, che d'ora in poi cercherà con tutti i mezzi di risalire ai presunti assassini. Convocato dal commissario della questura locale viene fatto seguire da due suoi uomini, gli agenti Capezzuto ed Esposito, che però, a causa della loro inettitudine, riescono a concludere ben poco.
Grazie alla rivelazione di Gennarino, uno scugnizzo di circa dieci anni incontrato per caso in strada, Salvatore riesce a risalire all'assassino, ovvero Totonno 'O Pazzo, un meccanico di Borgo Santa Lucia, conosciuto, oltre che per le azioni malavitose e il suo temperamento folle, per i salti acrobatici che riesce a compiere.
Savastano, pronto a vendicarsi, affronta lui e la sua banda, ma viene picchiato e condotto, in stato di shock, in una capanna di legno su una spiaggia, dove è stata posizionata una bomba a orologeria. Dopo essere stato salvato proprio da Gennarino, don Salvatore fa irruzione, con due pistole in pugno, nella trattoria dove stavano rifocillandosi i malviventi. Muoiono tutti tranne Totonno 'o pazzo che, dopo aver preso in ostaggio il piccolo Gennarino, fugge via con un motoscafo. Salvatore, dopo un inseguimento in mare, lo raggiunge e lo uccide facendolo saltare in aria con il motoscafo salvando così il bambino.
Ad attendere Savastano sulla banchina c'è il commissario, che lo arresta per gli omicidi appena commessi. Salvatore, ormai affezionatosi al piccolo, chiede al commissario di occuparsene, e decide di lasciargli le chiavi di casa sua, come gesto di amore paterno, consapevole anche del fatto che passerà il resto della sua vita in carcere.

## Produzione
Napoli... serenata calibro 9 è il terzo di cinque film in cui Mario Merola è doppiato da Giuseppe Rinaldi. Nunzio Gallo, che viene spesso utilizzato nel ruolo del commissario, è invece doppiato da Ferruccio Amendola.